# Сакатка
Сакатка — река в России, течёт по территории Бакалинского района Республики Башкортостан. Начинается на высоте 160 м над уровнем моря юго-западнее села Мустафино. Устье реки находится на высоте 104 м над уровнем в 129 км по левому берегу реки Сюнь, около деревни Сакатово. Длина реки составляет 11 км.

## Данные водного реестра
По данным государственного водного реестра России относится к Камскому бассейновому округу, водохозяйственный участок реки — Белая от города Бирск и до устья, речной подбассейн реки — Белая. Речной бассейн реки — Кама.
Код объекта в государственном водном реестре — 10010201612111100026619.